# Зоря (футзальний клуб, Якутськ)
Футзальний клуб «Зоря» (Якутськ) або просто «Зоря» (рос. Мини-футбольный клуб Заря Якутск) — російський футзальний клуб з міста Якутська. Заснований 1995 року.

## Виступи в чемпіонатах та кубках Росії
| Сезон     | Чемпіонат       | Місце                    | Кубок                                |
| --------- | --------------- | ------------------------ | ------------------------------------ |
| 1997/98   | Перша ліга (II) | 8                        |                                      |
| 1998/99   | Перша ліга (II) | 12                       |                                      |
| 1999/2000 | Перша ліга (II) | 9                        | Груповий етап (4 місце)              |
| 2000/01   | Перша ліга (II) | 9                        | Груповий етап (7 место)              |
| 2001/02   | Перша ліга (II) | 8                        | 2-ий груповий (3 місце)              |
| 2002/03   | Перша ліга (II) | 3                        |                                      |
| 2003-2004 | Вища ліга (II)  | 7                        |                                      |
| 2004/05   | Вища ліга (II)  | 15                       | 1-й груповий етап (4 місце)          |
| 2005/06   | Вища ліга (II)  | 12                       |                                      |
| 2006/07   | Вища ліга (II)  | 10                       | Груповий етап (3 место)              |
| 2007/08   | Вища ліга (II)  | 3 (плей-оф − 4 місце)    | Груповий етап (2 місце)              |
| 2008/09   | Вища ліга (II)  | 15                       | 2-ий груповий (Кубок АМФР − 4 місце) |
| 2009/10   | Вища ліга (II)  | 5                        | 1/8 фіналу (Кубок АМФР − 2 місце)    |
| 2010/11   | Вища ліга (II)  | 2                        | Груповий етап (4 місце)              |
| 2011/12   | Вища ліга (II)  | 6                        | Груповий (4 місце)                   |
| 2012/13   | Вища ліга (II)  | 4 (плей-оф − 1/4 фіналу) | Груповий етап (3 місце)              |
| 2013/14   | Вища ліга (II)  | 4                        | 1/8 фіналу                           |
| 2014/15   | Вища ліга (II)  | 5                        | Груповий етап (3 місце)              |
| 2015/16   | Вища ліга (II)  |                          | 1/8 фіналу                           |

## Відомі гравці
- Євген Власовець
- Олег Казаков

## Відомі тренери
- Костянтин Галкін (1996—2002)